# Pieter van den Broecke

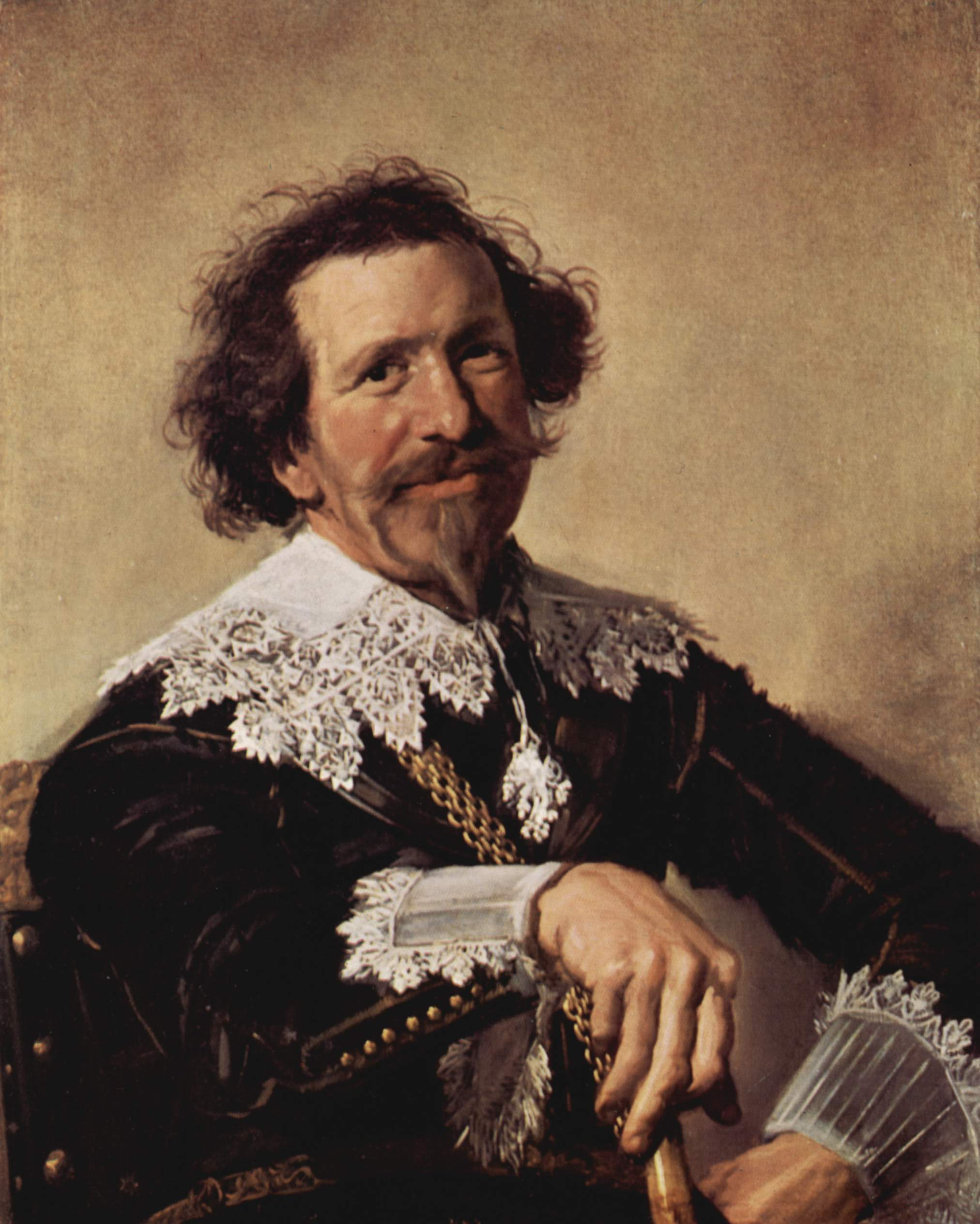
Pieter van den Broecke, por Frans Hals (Kenwood House).

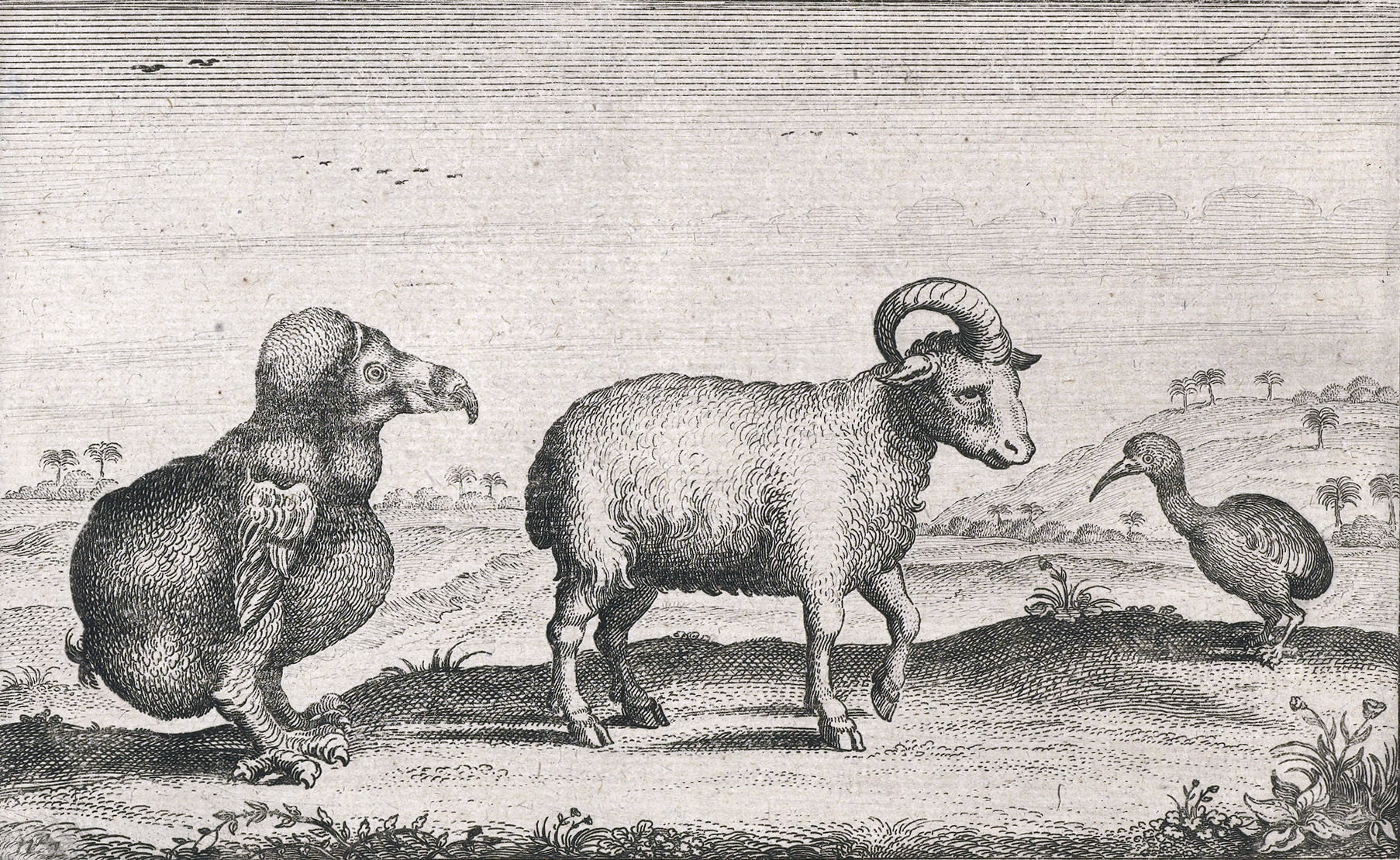
Dibujo de Pieter van den Broecke (1617) de un dodo, una oveja y un rascón rojo en Mauricio.

Pieter van den Broecke (25 de febrero de 1585, Amberes-1 de diciembre de 1640, Estrecho de Malaca) fue un comerciante, navegante y escritor holandés, que prestó servicios en la Compañía Neerlandesa de las Indias Orientales (VOC, por sus iniciales en el idioma original). Visitó Angola tres veces. Fue uno de los primeros europeos en describir a las sociedades de África Central y Occidental y en detallar estrategias comerciales a lo largo de la costa africana.

## Biografía
Sus padres, Pieter van den Broecke y Maiken de Morimont, vivían en Amberes pero tras la caída de la ciudad debieron mudarse a Alkmaar; también residieron en Hamburgo por un tiempo, hasta que en 1597 recalaron en Ámsterdam. En una época en que la VOC se empezaba a desarrollar, el joven Pieter se unió como comerciante, y fue ascendiendo en su carrera, convirtiéndose posteriormente en jefe de mercaderes y almirante.
En 1611 transportó una carga de 29 toneladas de marfil a Ámsterdam, tras capturar un buque portugués.En 1614 visitó el puerto yemení de Moca y bebió "algo caliente y oscuro, un café", por lo que se le considera uno de los primeros holandeses en consumir café.Fue nombrado gerente de la VOC en Surat, en la India Holandesa. A partir de 1616 el establecimiento allí floreció, abriéndose nuevas instalaciones de menor tamaño en el interior del país,aunque en 1617 el buque Duyfken, bajo su mando, se hundió en la costa de Surat.
Operó en las islas del Sudeste Asiático junto a Jan Pieterszoon Coen, y estuvo presente en la conquista de Yakarta de 1619. Pieter van den Broecke reemplazó a Coen como líder en las islas de Banda, que eran importantes para el comercio de especias debido a sus cotizados recursos naturales, tales como clavo de olor y nuez moscada, por lo que los holandeses desarrollaron un monopolio comercial sobre la población local mediante drásticas medidas. Tantos habitantes fueron asesinados en Banda, que las islas tuvieron que ser deliberadamente repobladas.
Tras su retiro, fue honrado con una cadena de oro que porta en el retrato pintado por su amigo Frans Hals (hoy en exhibición en Kenwood House). Su hijo fue un perkenier (dueño de una plantación) en las islas de Banda. Algunos de sus descendientes siguen viviendo en Banda.